# Marqués del Duero (1875)
El Marques del Duero fue un buque cañonero de la clase Fernando el Católico de la Armada española que luchó en la batalla de Cavite durante la guerra hispano-estadounidense. Su epónimo refiere al Marquesado del Duero, cuyo título correspondía a Manuel Gutiérrez de la Concha e Irigoyen, fallecido el 27 de junio de 1874, poco antes del inicio de la construcción del buque.

## Características
El Marques del Duero era un cañonero de primera clase, o "aviso", construido en los astilleros de La Seyne en Francia. Fue puesto en quilla el 20 de enero de 1875, botado el 3 de mayo de 1875, y completado el mismo año. Fue diseñado para luchar contra los carlistas en el Mediterráneo y el golfo de Vizcaya durante la tercera guerra carlista, patrullando los puertos carlistas para interceptar el contrabando y bloquear los puertos, y también proporcionando servicios de despacho entre las fuerzas de la Armada española que operaban en varios puertos, de ahí su Designación española de aviso, que significa "advertencia". Tenía un casco de hierro con una proa muy prominente, funcionaba con carbón, tenía aparejo de goleta y podía transportar 89 toneladas de carbón. Fue reclasificado como cañonero de tercera clase en 1895.

## Historial
A la Armada española le fue asignado el Marqués del Duero de manos de sus constructores franceses en Marsella, Francia. Partió en su primer despliegue operativo desde Marsella el 27 de julio de 1875, en dirección a la bahía de San Sebastián, en el norte de España, para realizar tareas de bloqueo, patrulla y envío. Sirvió en las Fuerzas Navales del Norte más allá del final de la tercera guerra carlista el 27 de febrero de 1876, y finalmente abandonó la formación después del 5 de abril de 1876, estando al mando del buque el Capitán de Fragata José Ramos Izquierdo.
El 29 de julio de 1876, el Marqués del Duero partió de España hacia Filipinas, con base en Zamboanga, asignada a la División Sur de la Escuadrilla Asiática.
El 24 de julio de 1880, el Marqués del Duero abandonó aguas filipinas para realizar visitas de cortesía a los reyes de Siam y Annam en Saigón y Singapur.El 17 de diciembre de 1882 realizó una expedición contra la piratería que ocupó Tataan, en la isla Tariatavi, entre las islas de Joló y Bongao. Quedó junto con el cañonero Arayak como guarnición en la zona.
El 27 de septiembre de 1895, el Marqués del Duero capturó varias lanchas piratas tripuladas por musulmanes de Borneo. Más tarde atacó a un grupo de piratas musulmanes y tagalos, matando a 18 e hiriendo a 30.
El Marqués del Duero era el componente más antiguo del Escuadrón del Pacífico del contralmirante Patricio Montojo y Pasarón en Manila, en las Islas Filipinas, cuando estalló la guerra hispano-estadounidense en abril de 1898. Estaba fondeado con el escuadrón en la bahía de Cañacao, al abrigo de la península de Cavite, al este de Sangley Point, Luzón, a ocho millas al suroeste de Manila, cuando, al alba del 1 de mayo de 1898, el Escuadrón Asiático de la Marina de los Estados Unidos al mando del commodore George Dewey encontró el fondeadero de Montojo y lo atacó. En la batalla de Cavite resultante, el primer enfrentamiento importante de la guerra, el Marqués del Duero recibió un impacto de proyectil de 8 plg (203,2 mm), uno de 6 plg (152,4 mm) y alrededor de otros tres, que destrozaron su armamento de proa, el de un costado y un motor. Su tripulación echó a pique el buque en aguas poco profundas; parte de la obra muerta permaneció sobre el agua, y una tripulación de abordaje de la cañonera USS Petrel subió a bordo e incendió el buque al final de la batalla.
Tras la guerra, un equipo de salvamento de la Marina de los EE. UU. reflotó y reparó el Marqués del Duero. Sirvió brevemente en la Marina de los EE. UU. como USS P-17, pero fue dada de baja casi inmediatamente y desguazado en 1900.